# Área metropolitana de Anderson (Carolina del Sur)
El Área Estadística Metropolitana de Anderson, SC MSA , como la denomina la Oficina de Administración y Presupuesto, es un Área Estadística Metropolitana centrada en la ciudad de Anderson, estado de Carolina del Sur, en  Estados Unidos,  que solo abarca el condado homónimo. Su población según el censo de 2010 es de 187.126 habitantes.

## Área Estadística Metropolitana Combinada
El área metropolitana de Anderson es parte del Área Estadística Metropolitana Combinada de Greenville-Anderson-Anderson, SC CSA junto con:
- El Área Estadística Metropolitana de Greenville-Mauldin-Easley, SC MSA;
- El Área Estadística Metropolitana de Spartanburg, SC MSA;
- El Área Estadística Micropolitana de Gaffney, SC µSA;
- El Área Estadística Micropolitana de Seneca, SC µSA; y
- El Área Estadística Micropolitana de Union, UT µSA;

totalizando 1.266.995 habitantes en un área de 13.452 km².

## Comunidades
Comunidades incorporadas
- Anderson (ciudad principal)
- Belton
- Clemson (parcialmente)
- Easley (parcialmente)
- Honea Path (parcialmente)
- Iva
- Pelzer
- Pendleton
- Starr
- West Pelzer
- Williamston

Comunidades no incorporadas
- Centerville
- Fair Play (parcialmente)
- Homeland Park
- La France
- Northlake
- Piedmont (parcialmente)
- Powdersville
- Sandy Springs
- Townville (parcialmente)